# Cerrito (kommun i Colombia, Santander, lat 6,89, long -72,67)
Cerrito är en kommun i Colombia.   Den ligger i departementet Santander, i den centrala delen av landet, 300 km nordost om huvudstaden Bogotá. Antalet invånare är 6 319.